# تایرا نو مونه‌کو
تایرا نو مونه‌کو (به ژاپنی: 平 棟子 たいら の むねこ)؛ تولد نامشخص – مرگ ۷ نوامبر ۱۳۰۶ - خدمتکار امپراتور گو-ساگا، مادر شاهزاده مونه‌تاکا ششمین شوگون در شوگون‌سالاری کاماکورا در دوره کاماکورا بود.